# Шахбулатов, Шамиль
Шамиль Шахбулатов (род. Чечня) — российский боец смешанных боевых искусств чеченского происхождения, представитель легчайшей весовой категории. Выступает на профессиональном уровне с 2014 года, известен по участию в турнирах престижных бойцовских организаций ACA, ACB.

## Статистика ММА
| Боёв 18         | Побед 13 | Поражений 5 |
| --------------- | -------- | ----------- |
| Нокаутом        | 5        | 0           |
| Сдачей          | 1        | 1           |
| Решением        | 7        | 4           |
| Ничьи           | 0        | 0           |
| Не состоявшихся | 0        | 0           |

| Результат | Рекорд | Соперник            | Способ                                          | Турнир                                             | Дата             | Раунд | Время | Место | Примечание |
| --------- | ------ | ------------------- | ----------------------------------------------- | -------------------------------------------------- | ---------------- | ----- | ----- | ----- | ---------- |
| Победа    | 13-5   | Игорь Жирков        | Сабмишном (удушение треугольником)              | ACA 135: Гасанов - Джанаев                         | 28 января 2022   | 3     | 4:31  |       |            |
| Поражение | 12-5   | Клеверсон Сильва    | Решением (раздельным)                           | ACA 129: Сарнавский - Магомедов                    | 24 сентября 2021 | 3     | 5:00  |       |            |
| Поражение | 12-4   | Олег Борисов        | Решением (раздельным)                           | ACA 121: Гасанов - Дипчиков                        | 9 апреля 2021    | 3     | 5:00  |       |            |
| Победа    | 12-3   | Уолтер Перейра      | Техническим нокаутом (удары)                    | ACA 113: Керефов - Гаджиев                         | 6 ноября 2020    | 1     | 3:54  |       |            |
| Поражение | 11-3   | Даниэль де Альмейда | Решением (единогласным)                         | ACA 105: Шахбулатов - Жубилеу                      | 6 марта 2020     | 5     | 5:00  |       |            |
| Победа    | 11-2   | Расул Мирзаев       | Нокаутом                                        | ACA 99: Багов - Халиев                             | 27 сентября 2019 | 1     | 3:56  |       |            |
| Победа    | 10-2   | Дилено Лопес        | Нокаутом                                        | ACA 91 Absolute Championship Akhmat                | 26 января 2019   | 2     | 0:42  |       |            |
| Поражение | 9-2    | Роберт Эмерсон      | Решением (единогласным)                         | ACB 87 Mousah vs. Whiteford                        | 19 мая 2018      | 3     | 5:00  |       |            |
| Победа    | 9-1    | Ксавье Алауи        | Решением (большинством судейских голосов)       | ACB 79 Alfaya vs. Agujev                           | 27 января 2018   | 3     | 5:00  |       |            |
| Победа    | 8-1    | Евгений Лазуков     | Решением (единогласным)                         | ACB 67 Cooper vs. Berkhamov                        | 19 августа 2017  | 3     | 5:00  |       |            |
| Победа    | 7-1    | Филип Мацек         | Решением (единогласным)                         | ACB 55 Tajikistan                                  | 24 марта 2017    | 3     | 5:00  |       |            |
| Победа    | 6-1    | Артуро Чавес        | Решением (единогласным)                         | ACB 47 Braveheart                                  | 1 октября 2016   | 3     | 5:00  |       |            |
| Победа    | 5-1    | Олег Бондарь        | Решением (единогласным)                         | ACB 39 Young Eagles 10                             | 28 мая 2016      | 3     | 5:00  |       |            |
| Победа    | 4-1    | Матеуш Казанович    | Решением (единогласным)                         | ACB 30 - Young Eagles 5                            | 20 февраля 2016  | 3     | 5:00  |       |            |
| Победа    | 3-1    | Дмитрий Вербицкий   | Решением (единогласным)                         | ACB 23 - Young Eagles 2                            | 10 октября 2015  | 3     | 5:00  |       |            |
| Поражение | 2-1    | Виктор Кичигин      | Сабмишном (удушение гильотиной)                 | Absolute Championship Berkut - Grand Prix Berkut 9 | 22 июня 2014     | 2     | 2:05  |       |            |
| Победа    | 2-0    | Байрам Шаммадов     | Техническим нокаутом (отказ от продолжения боя) | Absolute Championship Berkut - Grand Prix Berkut 4 | 30 марта 2014    | 2     | 5:00  |       |            |
| Победа    | 1-0    | Нурали Бакирдинов   | Техническим нокаутом (остановка углом)          | Absolute Championship Berkut - Grand Prix Berkut 1 | 2 марта 2014     | 2     | 3:54  |       |            |